# Флемминг, Ян Ежи
Ян Ежи Флемминг (16 мая 1699 — 12 декабря 1771) — государственный и военный деятель Речи Посполитой, генерал литовской артиллерии (1738—1746), подскарбий великий литовский (1746—1764), воевода поморский (1766—1771), староста шерешёвский и берестейский (1752—1759).

## Биография
Представитель прусского дворянского рода Флеммингов, сын прусского фельдмаршала Феликса Фридриха фон Флемминга (1661—1739) и Доротеи Софии фон Флемминг (1673—1754). Двоюродный брат — первый министр Саксонии Якоб Генрих фон Флемминг.
С 1724 года командовал королевским полком в Речи Посполитой. В 1733 году поддержал избрание саксонского курфюрста Августа III Веттина на королевский престол Речи Посполитой.
В 1738 году получил чин генерала литовской артиллерии, в 1746 году получил должность подскарбия великого литовского. Выполнял дипломатические поручения в Саксонии и России.
Был богатой и влиятельной особой в Речи Посполитой. Имел связи с князьями Чарторыйскими, ориентировался на Россию, враждовал с воеводой виленским Каролем Станиславом Радзивиллом «Пане Коханку». В 1762 году поддержал Чарторыйских против Брюлей.
Весной 1764 года вместе с князьями Масальскими и Огинскими создал в Вильне антирадзивилловскую конфедерацию. С избранием в 1764 году на королевский престол Станислава Августа Понятовского отношения Яна Ежи Флемминга с королевским двором ухудшились, а создание казенной комиссии Великого княжества Литовского (1764) положило конец его влияния в финансовых вопросах.
Кавалер ордена Белого Орла и Святого Станислава (1765). В 1766 году Ян Ежи получил должность воеводы поморского. Враждебно относился к Барской конфедерации.
Его главная резиденция с дворцом находилась под Брестом, в местечке Балотков, которую он по желанию жены переименовал в Тересполь (Цересполь). Был похоронен в базилике Святого Креста в Варшаве.

## Семья
Был трижды женат. 13 февраля 1744 года первым браком женился на княжне Антонине (Антуанетте) Чарторыйской (1728—1746), старшей дочери канцлера великого литовского Михаила Фредерика Чарторыйского (1699—1775) и графини Элеоноры Моники Вальдштейн (1710—1792).
В 1747 году вторично женился на княжне Констанции Чарторыйской (1729—1749), младшей сестре своей первой жены, второй дочери канцлера великого литовского Михаила Фредерика Чарторыйского (1699—1775) и графини Элеоноры Моники Вальдштейн (1710—1792). Дети:
- Изабелла фон Флемминг (1746—1835), жена с 1761 года генерального старосты подольского, князя Адама Казимира Чарторыйского (1734—1823).

В третий раз женился на Екатерине де Сеггрис де Билькен, от брака с которой не имел детей.